# 山口立花子
山口 立花子（やまぐち りかこ、1988年3月30日 - ）は、日本の女性声優。東京都出身。ケンユウオフィス所属。
姉はシナリオライター・小説家の恵莉ひなこ。

## 略歴
朗読が好きであり、それを始めて自覚したのは小学生の国語の授業であり、先生に指名され教科書を読むといったことが大好きだったという。読む順番を待ち、当たった時に読むことが快感であり、その頃から声を出して読むということの魅力に気づき、放送委員会に入った。その後、自身の声が校内に響くことが楽しかったという。また、アニメが好きだったこともあり、「アニメ＋声……あ、声優じゃん！」という思いから、クラーク記念国際高等学校に進学した。
以前はTABプロダクション、JTBエンタテインメント、サンミュージックプロダクションに所属していた。
2010年10月28日に公開された東京スカイツリー公式キャラクター「テッペンペン」の声を担当している。
2017年11月14日に全国蒲鉾水産加工業協同組合連合会からちくわPの認定証を授かり、「自称ちくわP」から「公認ちくわP」となった。
2020年7月15日にオーディオブランドQoA Queen of Audioの公式アンバサダーに就任した。

## 人物
立花子の名前は、リカちゃんに由来している。
趣味はお散歩。特技はちくわの研究。「ちくわP」を自称し、「やまぐちくわ姫」グッズをはじめとした数々のちくわグッズを開発している。
声優を目指したきっかけの作品に『ONE PIECE』を挙げている。

## 出演
太字はメインキャラクター。

### テレビアニメ
2006年
- パッタ ポッタ モン太（モン次郎 他）
- RED GARDEN（ミレーユ、メアリー）

2011年
- いぬまるだしっ（園児）
- 30歳の保健体育（子供〈今河大五郎〉）
- 輪るピングドラム（女性ファン1、軍人A、図書館員、女の子、少年）

2012年
- 銀河へキックオフ!!（女子選手）
- GON -ゴン-（スー、プレイリードック、小象、プースケ 他）
- 新世界より（稲葉良〈12歳〉）
- 戦国コレクション（先生）
- ちとせげっちゅ!!（後輩先生）
- 緋色の欠片（オサキ狐）- 2シリーズ
- 輪廻のラグランジェ（野上さち）- 2シリーズ

2013年
- アウトブレイク・カンパニー（エドアルド、ルナ）
- 蒼き鋼のアルペジオ -アルス・ノヴァ-（メイドA）
- うたの☆プリンスさまっ♪ マジLOVEシリーズ（2013年 - 2015年、子供、女の子、通行人） - 2シリーズ
- ガッチャマン クラウズ（バスの乗客）
- ダイヤのA（2013年 - 2020年、藤原貴子、場内アナウンス、海辺の子供） - 3シリーズ
- DEVIL SURVIVOR2 the ANIMATION（フミ〈菅野史〉）
- 熱風海陸ブシロード（サキ）
- フリージング ヴァイブレーション（シャルル＝ボナパルト）

2014年
- 暁のヨナ（医務官、風の部族、里人、タソ夫人、少女 他）
- 俺、ツインテールになります。（樽井ことり、女子生徒B、少女）
- ガンダムさん（フラウさん）
- 桜Trick（三年生女子）
- ベイビーステップ（ユキ、アナウンス）
- Persona4 the Golden ANIMATION（ノゾミ）

2015年
- 銃皇無尽のファフニール（篠宮遥）
- 純情ロマンチカ3（店員）
- にゅるにゅる!!KAKUSENくん（山口、山口の感情）
- ランス・アンド・マスクス（フランソワ・ミン）
- 乱歩奇譚 Game of Laplace（ナレーター、看護師、模倣犯、ヘリリポーター）
- ゆるゆり さん☆ハイ!（出崎貴音）

2016年
- 甘々と稲妻（マジガル）
- 終末のイゼッタ（乗客、女の子、ルイーゼ、ベアトリクス）
- SUPER LOVERS（2016年 - 2017年、珠子）- 2シリーズ
- ばくおん!!（三ノ輪聖）

2017年
- ブラッククローバー（2017年 - 2020年、レベッカ・スカーレット）
- アニ×パラ〜あなたのヒーローは誰ですか〜（タケル）

2019年
- フライングベイビーズ（2019年 - 2020年、しいな）- 3シリーズ
- なむあみだ仏っ!-蓮台 UTENA-（女性）
- この音とまれ!（若葉）

2022年
- CUE!（子猫〈ミーコ〉の飼い主）

2023年
- アイドルマスター ミリオンライブ！（百瀬莉緒）
- 名探偵コナン（女性スタッフ）

2025年
- どうせ、恋してしまうんだ。（和泉紗里奈）
- クレヨンしんちゃん（TVCM女性、観客）
- Übel Blatt〜ユーベルブラット〜（亜人の母）
- 薬屋のひとりごと（中級妃、女の子、女）
- 履いてください、鷹峰さん（体育教師、継母）
- 神椿市建設中。（観世里）

### 劇場アニメ
- 劇場版 蒼き鋼のアルペジオ -アルス・ノヴァ- DC（2015年）
- 雪の女王　新たなる旅立ち（2015年、アルフィダ[41]）
- アリス・イン・ドリームランド（2015年、トゥイードルダム・トゥイードルディー）
- 復興応援 政宗ダテニクル 合体版＋（2021年、伊達小次郎）
- RE:cycle of the PENGUINDRUM（2022年） - 前後編[一覧 1]

### Webアニメ
- 政宗ダテニクル（2016年、伊達小次郎）

### OVA
- 輪廻のラグランジェ（2012年 - 2014年、野上さち） - 3シリーズ[一覧 2]

### ゲーム
2006年
- Soul Link EXTENSION（子供）

2008年
- アオイシロ（相沢保美）

2012年
- ガールフレンド（仮）（2012年 - 2023年、綾小路美麗）
- コープスパーティー THE ANTHOLOGY サチコの恋愛遊戯♥Hysteric Birthday 2U（丹羽亜衣子）

2013年
- アイドルマスター ミリオンライブ!（2013年 - 2017年、百瀬莉緒）
- 月英学園 -kou-（栄斗圭）

2014年
- コープスパーティー BLOOD DRIVE（丹羽亜衣子）

2015年
- デビルサバイバー2 ブレイクレコード（フミ / 菅野史）
- 刻のイシュタリア（灼熱の女神ブリジット）
- シューティングガール（墺本沙羅、兵丹雅美、大戸英美）
- レーシング娘。（宗田アキラ、森 寿美祢、白戸マズラ）
- ブレイドクロニクル（響子）

2016年
- 幻獣契約クリプトラクト（エルヴィー）
- めがみめぐり（イチキシマヒメ）
- ワールドチェイン（平時子）

2017年
- アイドルマスター ミリオンライブ! シアターデイズ（2017年 - 2024年、百瀬莉緒）
- ザ・ロストチャイルド（ルア）
- ヴィーナスランブル（ユニコーン）
- かんぱに☆ガールズ（セツナ・フワ）
- ひめがみ絵巻（酒呑童子）

2019年
- 不思議の幻想郷 -ロータスラビリンス-（鈴仙・優曇華院・イナバ 他）
- テリア・サーガ（ブラック・マグノリア）
- メイプルストーリー2（女アサシン）

2020年
- 逆転オセロニア（彩祥名花）
- グラフィティスマッシュ（スノウ）
- ビビッドアーミー（リコ）
- CHOJO -CryptoGirlsArena-（不破凛緒）

2022年
- アイドルマスター ポップリンクス（百瀬莉緒）
- クラッシュフィーバー（マックス）
- クイズRPG 魔法使いと黒猫のウィズ（フェリサ・リエリ）

2023年
- グランブルーファンタジー（旧き世界の住人）

2024年
- 不思議の幻想郷 -FORESIGHT-（鈴仙・優曇華院・イナバ）

### ドラマCD
- タロットメイデンきさら（2007年、藤原チエ）
- テレパシー少女蘭〜ねらわれた街〜 前編・後編（2007年、伊藤冴子）
- アオイシロ 青い城と梢子の靴 / 青い城の縁結び / 青い城の円舞曲 / 青城奇譚（2008年、相沢保美）
- 薄桜鬼 ドラマCD 〜寒桜絵巻〜（2011年、子供）
- 輪廻のラグランジェ season2 キャラクターCD Vol.1 - 2（2012年、野上さち）
- ぽちゃぽちゃ水泳部（2013年、太田花[55]）
- 魔術士オーフェン しゃべる無謀編7（2013年、メイフェル・カシナート）
- MOON CHILD（2013年、朋美）
- アイドルマスター ミリオンライブ！ シリーズ（2015年 - 、百瀬莉緒〈エレオノーラ / 莉央 / 悠利〉）
- 声のしごとば！（2021年、水鳥川咲子）

### 吹き替え

#### 映画
- アダムス・ファミリー2 アメリカ横断旅行!（女子生徒1[56]）
- 荊棘の秘密（ヨノン〈ソン・イェジン〉）
- ガーディアン（レオ妻 他）
- 危険な関係（ドゥ・フェンユー〈チャン・ツィイー〉）
- コールド マウンテン（セーラ〈ナタリー・ポートマン〉）※Netflix版
- ザ・スイッチ（サンドラ〈エミリー・ホルダー〉[57]）
- TIME/タイム ※スターチャンネル版
- トワイライト・ウォリアーズ 決戦! 九龍城砦（魚蛋妹〈ウォン・ワンチン〉[58]）
- ハロウィン5 ブギーマン逆襲（ビリー）※DVD版
- ベアリー・リーサル（メーガン〈ヘイリー・スタインフェルド〉）
- マークスマン（ローサ〈テレサ・ルイス〉[59]）
- レジェンド・オブ・ゴースト〜カンタヴィル城と秘密の部屋〜（ヴァージニア）
- ロスト・リバー（ラット〈シアーシャ・ローナン〉）

#### ドラマ
- アカプルコ（フリア〈カミラ・ペレス〉）
- Killing Eve シーズン3（リアン）
- グレイズ・アナトミー 恋の解剖学（クリステン、ガーリー）
- フォー・ウェディング 〜恋するロンドンライフ〜（エインズリー・ハワード〈レベッカ・リッテンハウス〉）
- BULL / ブル4 法廷を操る男（ジェイド・ベニントン〈ローラ・リー〉）

#### アニメ
- レゴ フレンズ 〜ともだち キラキラ! ものがたり〜（2012年、ステファニー）
- ドラゴンフォース（2013年、シャイニングドラゴン・マギー[60]）
- 星つなぎのエリオ（2025年、トゥライズ大使[61]）

#### ゲーム
- Poppy Playtime Chapter 3（2024年、ミス・ディライト、クラフティコーン、ジョセフ[62]）
- スター・ウォーズ 無法者たち（2024年、ケイ・ウェズ[63]）

### ラジオ
※はインターネット配信。
- アキバチック天国（栃木放送：? - 2007年9月28日、第186回で終了）
- アキバチック天国・スーパー（栃木放送、超!A&G+：2007年10月5日 - 2008年7月25日※）
- アオイシロWebラジオ・青城女学院放送室（Galge.com：2008年2月18日 - 10月21日※）
- まきのめぐみのナギサでChu!
- 吉田照美のやる気MANMAN!
- 蒼空のフロンティアWebラジオ※
  - 空京放送局ゆるラジ!りかまる元気MORISOばっ!（アニメイトTV：2010年、メインパーソナリティ※）
  - 空京放送局薄汚れた謎の秘密結社ダークサイド3DS（アニメイトTV：2010年、コーナーパーソナリティ※）
- りかこ&あいなの「今夜もあなたにチェックイン」（WALLOP：2013年5月7日 - 2016年7月26日※）
- 立花子&悠里&亜咲花のシェアラジオ（HiBiKi Radio Station：2016年4月8日 - ※）[64]
- ばくおん!!RADIO 麗奈と立花子の放課後フルスロットル!!（音泉：2016年4月11日 - 7月11日※）[65]
- Seasoning -season your life with music- Christmas Seasoning『あなたに伝える愛言葉』（JFN系列：2018年12月24日、ナレーター）
- 「ホリデースペシャル菌活Project2019 TOKYO NATSU STORY presented byホクト」（TOKYO FM：2019年、ナレーター）[66]

### ラジオドラマ
- SCHOOL NINE 『ダイノジ×backnumber連続コラボレーションドラマ〜スーパースターになったら〜』（ユミ）
- アール・エフ・ラジオ日本 カフェ・ラ・テ「ドラマファクトリー」（優子）

### デジタルコミック
- Beeマンガ 午前3時の無法地帯（2012年、真野[67]）
- UULA ホタルノヒカリ（2013年、三枝優華）

### パチンコ・パチスロ
- サブマリン（スズメダイ姉妹）
- デビルサバイバー2 最後の7日間（2015年、フミ〈菅野史〉）
- Pフィーバー アイドルマスター ミリオンライブ!（2021年、百瀬莉緒[68]）
- パチスロ アイドルマスター ミリオンライブ!（2021年、百瀬莉緒[69]）

### テレビ番組
※はインターネット配信。
- MANPA（2012年、読売テレビ）初代MANPAちゃんガール
- エムたん情報コーナー（2016年、TOKYO MX）エムたん
- アソミリオン（2018年、YouTube※）
  - アソミリオン Season2（2019年、YouTube※）
- ゴー☆ジャス＠レボ☆リューション〜こんな声優ファン☆タスティック with ちくわP〜（2018年 - 2022年、ニコニコ生放送・FRESH!セカンドショットちゃんねる※）
- 山口立花子&楠田亜衣奈の今チェキAR（ニコニコチャンネル、periscope：2017年12月4日 - ※）
- 近藤唯・山口立花子の好きなことして生きていく！（2019年 - 2022年、ニコニコ生放送※）
- 新日本プロレスVRチャンネル（2020年、YouTube※）

### 舞台
- A6プロデュース「信州幸福考」（2007年4月20日 - 22日、アートボックスホール） - 奥村桃 役
- 劇団軌跡「Merry Xmas for you」（2009年12月8日 - 13日、笹塚ファクトリー） - 福島幸子 役
- JTBエンタテインメント第1回公演 朗読劇「ハックルベリーにさよならを」（2012年10月2日、なかの芸能小劇場） - カオル 役
- JTBエンタテインメント「J-VOICEプロジェクト」第2回公演 活読劇「真夏の奇跡」（2013年8月3日、板橋区立文化会館小ホール） - 鳩ケ谷香織 役
- J-VOICE PJT 第4回公演 朗読劇「ハックルベリーにさよならを」（2015年12月18日 - 19日、東京グローブ座） - カオル 役
- ダイヤのA The LIVE II（2016年3月 - 4月） - 場内アナウンス
  - ダイヤのA The LIVE Ⅲ（2016年8月 - 9月）
  - ダイヤのA The LIVE Ⅳ（2017年4月）
- 朗読劇「菖蒲畑で見る夢は」（2018年6月17日、山王ヒルズホール） - 天音 役
- 音楽朗読劇「ヘブンズ・レコード～青空編～」（2018年10月、有楽町よみうりホール/神戸新聞 松方ホール） - ユウミ 役
- 朗読劇「星降る街」（2020年7月10日 - 11日） - 真央 役
- 朗読劇「Candle Story」（2020年12月14日・19日・20日） - 語り
- キミに贈る朗読会「サトラレ〜the reading〜 vol.7」（2021年9月11日、MsmileBOX 渋谷）[70]
- キミに贈る朗読会「サトラレ〜the reading〜 Vol.8」（2021年10月9日 - 10日、MsmileBOX 渋谷）[71]

### 映像商品
- THE IDOLM@STER MILLION LIVE! 2ndLIVE ENJOY H@RMONY!! Live Blu-ray Day1（2015年）[72]
- THE IDOLM@STER MILLION LIVE! 3rdLIVE TOUR BELIEVE MY DRE@M!! LIVE Blu-ray （2016年）[73]
- THE IDOLM@STER MILLION LIVE! 4thLIVE TH@NK YOU for SMILE!! LIVE Blu-ray DAY1/DAY3（2018年）[74][75][76]
- THE IDOLM@STER 765 MILLIONSTARS HOTCHPOTCH FESTIV@L!! LIVE Blu-ray DAY2（2018年）[77][78]
- THE IDOLM@STER MILLION LIVE! 5thLIVE BRAND NEW PERFORM@NCE!!! LIVE Blu-ray DAY2（2019年）[79]
- THE IDOLM@STER MILLION LIVE! 6thLIVE TOUR UNI-ON@IR!!!! LIVE Blu-ray Fairy STATION（2020年）[80]
- THE IDOLM@STER MILLION LIVE! 6thLIVE TOUR UNI-ON@IR!!!! SPECIAL LIVE Blu-ray（2020年）[81]
- THE IDOLM@STER MILLION LIVE! 7thLIVE Q@MP FLYER!!! Reburn LIVE Blu-ray DAY2（2022年）[82][83][84]
- THE IDOLM＠STER MILLION LIVE! 8thLIVE Twelw@ve LIVE Blu-ray DAY1（2022年）[85][86]
- THE IDOLM@STER MILLION LIVE! 9thLIVE ChoruSp@rkle!! LIVE Blu-ray DAY2（2024年）[87][88]

### モデル
- コープスパーティー Book of Shadows 真相解析ファンブック（モデル）
- 流儀圧搾 - 株式会社シーズメン（カタログモデル）
- オーディオブランド QoA Queen of Audio（公式アンバサダー）

### その他コンテンツ
- テッペンペン（東京スカイツリー公式キャラクター）
- 集英社「わくわくキッズブック グータラ王子のぐーたら大ぼうけん」宣伝PV（グータラ王子）
- ASCII.jp「UPS」（無停電電源装置）「APC RS 550」PV（出演、取材）
- 蒼空のフロンティア ボイスドラマ「女王候補と十二星華」 / 「蒼のヴァンガード」 / 「海神のイーグリット」（2009年 - 2010年、皇彼方、ウルリーケ・クアドラングル、同級生） - 3作品
- CHIKUMA プルオーバーパーカー（リバティーンエイジとの第1弾コラボレーション企画[89]）
  - CHIKUMA 半袖Tシャツ（リバティーンエイジとの第1弾コラボレーション企画）
  - コラボ デイバッグ（リバティーンエイジとの第2弾コラボレーション企画）
  - コラボパーカー（リバティーンエイジとの第2弾コラボレーション企画）

## ディスコグラフィ

### シングル
|     | 発売日        | タイトル         | 規格品番  | オリコン最高位 |
| --- | ------------- | ---------------- | --------- | -------------- |
| 1st | 2011年11月9日 | Act-less Actress | DGRT-1002 |                |

### キャラクターソング
| 発売日   | 商品名                                                                              | 歌 | 楽曲                                                                                              | 備考                                                                  |
| 2013年   | 2013年                                                                              | 2013年 | 2013年                                                                                            | 2013年                                                                |
| -------- | ----------------------------------------------------------------------------------- | --- | ------------------------------------------------------------------------------------------------- | --------------------------------------------------------------------- |
| 4月24日  | THE IDOLM@STER LIVE THE@TER PERFORMANCE 01 Thank You!                               | 765 MILLIONSTARS | 「Thank You!」                                                                                    | ゲーム『アイドルマスター ミリオンライブ！』テーマソング               |
| 4月24日  | THE IDOLM@STER LIVE THE@TER PERFORMANCE 01 Thank You!                               | 765THEATER ALLSTARS | 「Thank You!」                                                                                    | ゲーム『アイドルマスター ミリオンライブ！』テーマソング               |
| 8月28日  | THE IDOLM@STER LIVE THE@TER PERFORMANCE 05                                          | 百瀬莉緒（山口立花子） | 「Be My Boy」                                                                                     | ゲーム『アイドルマスター ミリオンライブ！』関連曲                     |
| 8月28日  | THE IDOLM@STER LIVE THE@TER PERFORMANCE 05                                          | 水瀬伊織（釘宮理恵）、エミリー スチュアート（郁原ゆう）、真壁瑞希（阿部里果）、百瀬莉緒（山口立花子） | 「Sentimental Venus」                                                                             | ゲーム『アイドルマスター ミリオンライブ！』関連曲                     |
| 2014年   |                                                                                     | |                                                                                                   |                                                                       |
| 5月28日  | 未来へつなげ                                                                        | D応P | 「未来へつなげ」                                                                                  | テレビアニメ『ダイヤのA』エンディングテーマ                           |
| 5月28日  | 未来へつなげ                                                                        | D応P | 「SMILE ON YOU」                                                                                  | テレビ番組『あにむす!』オープニングテーマ                             |
| 2015年   |                                                                                     | |                                                                                                   |                                                                       |
| 3月26日  | THE IDOLM@STER LIVE THE@TER HARMONY 10                                              | ARRIVE | 「STANDING ALIVE」 「Welcome!!」                                                                  | ゲーム『アイドルマスター ミリオンライブ！』関連曲                     |
| 3月26日  | THE IDOLM@STER LIVE THE@TER HARMONY 10                                              | 百瀬莉緒（山口立花子） | 「WHY?」                                                                                          | ゲーム『アイドルマスター ミリオンライブ！』関連曲                     |
| 4月4日   | THE IDOLM@STER LIVE THE@TER SOLO COLLECTION Vol.01                                  | 百瀬莉緒（山口立花子） | 「Sentimental Venus」                                                                             | ゲーム『アイドルマスター ミリオンライブ！』関連曲                     |
| 5月20日  | はじまりは隣の席でした                                                              | にゅるズ | 「はじまりは隣の席でした」 「全力でアイドルです!!」                                               | テレビアニメ『にゅるにゅる!!KAKUSENくん 2期』主題歌                   |
| 8月19日  | アクアマリン                                                                        | 響子（山口立花子）、松尾（西森梨花）、龍野（楠浩子） | 「アクアマリン」 「Girly Girl Party!」                                                            | ゲーム『ブレイドクロニクル』関連曲                                    |
| 8月19日  | アクアマリン                                                                        | 響子（山口立花子） | 「トパーズラブ」                                                                                  | ゲーム『ブレイドクロニクル』関連曲                                    |
| 9月30日  | THE IDOLM@STER LIVE THE@TER DREAMERS 01 Dreaming!                                   | MILLION ALLSTARS | 「Welcome!!」                                                                                     | ゲーム『アイドルマスター ミリオンライブ！』関連曲                     |
| 2016年   |                                                                                     | |                                                                                                   |                                                                       |
| 1月27日  | THE IDOLM@STER LIVE THE@TER DREAMERS 05                                             | 木下ひなた（田村奈央）、四条貴音（原由実）、豊川風花（末柄里恵）、野々原茜（小笠原早紀）、双海亜美（下田麻美）、松田亜利沙（村川梨衣）、三浦あずさ（たかはし智秋）、百瀬莉緒（山口立花子）、横山奈緒（渡部優衣）、ロコ（中村温姫） | 「Dreaming!」                                                                                     | ゲーム『アイドルマスター ミリオンライブ！』関連曲                     |
| 1月27日  | THE IDOLM@STER LIVE THE@TER DREAMERS 05                                             | 三浦あずさ（たかはし智秋）、百瀬莉緒（山口立花子） | 「たしかな足跡」                                                                                  | ゲーム『アイドルマスター ミリオンライブ！』関連曲                     |
| 1月30日  | THE IDOLM@STER LIVE THE@TER SOLO COLLECTION Vol.03 Dance Edition                    | 百瀬莉緒（山口立花子） | 「STANDING ALIVE」                                                                                | ゲーム『アイドルマスター ミリオンライブ！』関連曲                     |
| 5月11日  | ぶぉん！ぶぉん！らいど・おん！                                                      | 佐倉羽音（上田麗奈）、鈴乃木凜（東山奈央）、天野恩紗（内山夕実）、三ノ輪聖（山口立花子） | 「ぶぉん！ぶぉん！らいど・おん！」                                                                | テレビアニメ『ばくおん!!』エンディングテーマ                          |
| 5月11日  | ぶぉん！ぶぉん！らいど・おん！                                                      | 佐倉羽音（上田麗奈）、鈴乃木凜（東山奈央）、天野恩紗（内山夕実）、三ノ輪聖（山口立花子） | 「夕焼けロードウエイ」                                                                            | テレビアニメ『ばくおん!!』関連曲                                      |
| 7月13日  | TVアニメ『ばくおん!!』キャラソンミニアルバム キャラクターソングミニアルバム         | 三ノ輪聖（山口立花子） | 「ウェイ・トゥ・ザ・ワールド」                                                                    | テレビアニメ『ばくおん!!』関連曲                                      |
| 7月13日  | TVアニメ『ばくおん!!』キャラソンミニアルバム キャラクターソングミニアルバム         | 佐倉羽音（上田麗奈）、鈴乃木凜（東山奈央）、天野恩紗（内山夕実）、三ノ輪聖（山口立花子）、中野千雨（木戸衣吹） | 「ぶぉん！ぶぉん！らいど・おん！（Five Cylinder ver.）」                                          | テレビアニメ『ばくおん!!』関連曲                                      |
| 12月7日  | THE IDOLM@STER LIVE THE@TER FORWARD 01 Sunshine Rhythm                              | カプリコーン | 「NO CURRY NO LIFE」                                                                              | ゲーム『アイドルマスター ミリオンライブ!』関連曲                      |
| 12月7日  | THE IDOLM@STER LIVE THE@TER FORWARD 01 Sunshine Rhythm                              | Sunshine Rhythm | 「サンリズム・オーケストラ♪」                                                                     | ゲーム『アイドルマスター ミリオンライブ!』関連曲                      |
| 2017年   |                                                                                     | |                                                                                                   |                                                                       |
| 3月9日   | THE IDOLM@STER LIVE THE@TER SOLO COLLECTION 04 Sunshine Theater                     | 百瀬莉緒（山口立花子） | 「たしかな足跡」                                                                                  | ゲーム『アイドルマスター ミリオンライブ!』関連曲                      |
| 7月26日  | THE IDOLM@STER MILLION THE@TER GENERATION 01 Brand New Theater!                     | 765 MILLION ALLSTARS | 「Brand New Theater!」                                                                            | ゲーム『アイドルマスター ミリオンライブ! シアターデイズ』テーマソング |
| 7月26日  | THE IDOLM@STER MILLION THE@TER GENERATION 01 Brand New Theater!                     | 765 MILLION ALLSTARS | 「Dreaming!」                                                                                     | ゲーム『アイドルマスター ミリオンライブ! シアターデイズ』関連曲       |
| 11月22日 | THE IDOLM@STER MILLION THE@TER GENERATION 02 フェアリースターズ                     | フェアリースターズ | 「Brand New Theater!」                                                                            | ゲーム『アイドルマスター ミリオンライブ! シアターデイズ』関連曲       |
| 2018年   |                                                                                     | |                                                                                                   |                                                                       |
| 1月10日  | THE IDOLM@STER MILLION LIVE! M@STER SPARKLE 05                                      | 百瀬莉緒（山口立花子） | 「Border LINE→→→♡」                                                                               | ゲーム『アイドルマスター ミリオンライブ！ シアターデイズ』関連曲      |
| 2月28日  | THE IDOLM@STER MILLION THE@TER GENERATION 05 夜想令嬢 -GRAC&E NOCTURNE-             | 夜想令嬢 -GRAC&E NOCTURNE- | 「昏き星、遠い月」 「Everlasting」                                                                | ゲーム『アイドルマスター ミリオンライブ！ シアターデイズ』関連曲      |
| 4月4日   | THE IDOLM@STER MILLION LIVE! M@STER SPARKLE 08                                      | 765 MILLION ALLSTARS | 「Brand New Theater!」                                                                            | ゲーム『アイドルマスター ミリオンライブ！ シアターデイズ』関連曲      |
| 6月1日   | THE IDOLM@STER LIVE THE@TER SOLO COLLECTION 06 フェアリースターズ                   | 百瀬莉緒（山口立花子） | 「NO CURRY NO LIFE」                                                                              | ゲーム『アイドルマスター ミリオンライブ！』関連曲                     |
| 8月29日  | THE IDOLM@STER MILLION THE@TER GENERATION 11 UNION!!                                | 765 MILLION ALLSTARS | 「UNION!!」 「Welcome!!」                                                                         | ゲーム『アイドルマスター ミリオンライブ！ シアターデイズ』関連曲      |
| 10月24日 | THE IDOLM@STER THE@TER BOOST 02                                                     | 桜守歌織（香里有佐）、最上静香（田所あずさ）、望月杏奈（夏川椎菜）、百瀬莉緒（山口立花子）、宮尾美也（桐谷蝶々） | 「オーディナリィ・クローバー」 「DIAMOND DAYS」                                                   | ゲーム『アイドルマスター ミリオンライブ！ シアターデイズ』関連曲      |
| 11月21日 | THE IDOLM@STER 765 MILLIONSTARS HOTCHPOTCH FESTIV@L!! LIVE CD                       | 馬場このみ（高橋未奈美）、百瀬莉緒（山口立花子）、豊川風花（末柄里恵）、桜守歌織（香里有佐） | 「おとなのはじまり」                                                                              | テレビアニメ『THE IDOLM@STER』関連曲                                  |
| 2019年   |                                                                                     | |                                                                                                   |                                                                       |
| 4月26日  | THE IDOLM@STER THE@TER SOLO COLLECTION 07 FAIRY STARS                               | 百瀬莉緒（山口立花子） | 「オーディナリィ・クローバー」                                                                    | ゲーム『アイドルマスター ミリオンライブ！ シアターデイズ』関連曲      |
| 7月24日  | THE IDOLM@STER MILLION THE@TER WAVE 01 Flyers!!!                                    | 765 MILLION ALLSTARS | 「Flyers!!!」                                                                                     | ゲーム『アイドルマスター ミリオンライブ！ シアターデイズ』関連曲      |
| 7月24日  | THE IDOLM@STER MILLION THE@TER WAVE 01 Flyers!!!                                    | 豊川風花（末柄里恵）、馬場このみ（高橋未奈美）、百瀬莉緒（山口立花子）、桜守歌織（香里有佐）、二階堂千鶴（野村香菜子） | 「White Vows」                                                                                    | ゲーム『アイドルマスター ミリオンライブ！ シアターデイズ』関連曲      |
| 12月25日 | THE IDOLM@STER MILLION THE@TER WAVE 04 Sherry 'n Cherry                             | Sherry 'n Cherry | 「Cherry Colored Love」 「夜と、明かりと。」                                                      | ゲーム『アイドルマスター ミリオンライブ！ シアターデイズ』関連曲      |
| 2020年   |                                                                                     | |                                                                                                   |                                                                       |
| 8月26日  | THE IDOLM@STER MILLION THE@TER WAVE 10 Glow Map                                     | 765 MILLION ALLSTARS | 「Glow Map」                                                                                      | ゲーム『アイドルマスター ミリオンライブ！ シアターデイズ』関連曲      |
| 8月27日  | アイドルマスター ミリオンライブ！ Blooming Clover 第7巻限定版 オリジナルCD          | 百瀬莉緒（山口立花子）、桜守歌織（香里有佐） | 「Just be myself!!」                                                                              | 漫画『アイドルマスター ミリオンライブ！ Blooming Clover』関連曲       |
| 2021年   |                                                                                     | |                                                                                                   |                                                                       |
| 2月24日  | SHINY STAGE‼                                                                        | 篠宮花（星守紗凪）、元宮礼央（本多真梨子）、和泉星（跡見あい）、火野あいな（宮咲あかり）、水鳥川咲子（山口立花子） | 「SHINY STAGE‼」                                                                                  | オーディオドラマ『声のしごとば!』テーマソング                         |
| 5月22日  | THE IDOLM@STER LIVE THE@TER SOLO COLLECTION 08 Fairy Stars                          | 百瀬莉緒（山口立花子） | 「夜と、明かりと。」                                                                              | ゲーム『アイドルマスター ミリオンライブ！ シアターデイズ』関連曲      |
| 7月27日  | アイドルマスター ミリオンライブ！ Blooming Clover 第9巻限定版 オリジナルCD          | 天空橋朋花（小岩井ことり）、百瀬莉緒（山口立花子） | 「カーテンコール」                                                                                | 漫画『アイドルマスター ミリオンライブ！ Blooming Clover』関連曲       |
| 7月28日  | THE IDOLM@STER MILLION THE@TER SEASON Harmony 4 You                                 | 765 MILLION ALLSTARS | 「Harmony 4 You」                                                                                 | ゲーム『アイドルマスター ミリオンライブ！ シアターデイズ』関連曲      |
| 7月28日  | THE IDOLM@STER MILLION THE@TER SEASON Harmony 4 You                                 | フェアリースターズ | 「EVERYDAY STARS!!」                                                                              | ゲーム『アイドルマスター ミリオンライブ！ シアターデイズ』関連曲      |
| 10月27日 | THE IDOLM@STER MILLION THE@TER SEASON BRIGHT DIAMOND                                | 百瀬莉緒（山口立花子）、萩原雪歩（浅倉杏美）、田中琴葉（種田梨沙）、双海真美（下田麻美） | 「真夏のダイヤ☆」                                                                                 | ゲーム『アイドルマスター ミリオンライブ！ シアターデイズ』関連曲      |
| 10月27日 | THE IDOLM@STER MILLION THE@TER SEASON BRIGHT DIAMOND                                | BRIGHT DIAMOND | 「ダイヤモンド・クラリティ」 「Harmony 4 You」                                                    | ゲーム『アイドルマスター ミリオンライブ！ シアターデイズ』関連曲      |
| 2022年   |                                                                                     | |                                                                                                   |                                                                       |
| 1月26日  | THE IDOLM@STER MILLION LIVE! M@STER SPARKLE2 04                                     | 百瀬莉緒（山口立花子） | 「週末だけのハーレクイン」                                                                        | ゲーム『アイドルマスター ミリオンライブ！ シアターデイズ』関連曲      |
| 2月12日  | THE IDOLM@STER LIVE THE@TER SOLO COLLECTION 09 Fairy Stars                          | 百瀬莉緒（山口立花子） | 「Cherry Colored Love」                                                                           | ゲーム『アイドルマスター ミリオンライブ！ シアターデイズ』関連曲      |
| 7月27日  | THE IDOLM@STER MILLION THE@TER SEASON 夢にかけるRainbow                             | 765 MILLION ALLSTARS | 「夢にかけるRainbow」                                                                             | ゲーム『アイドルマスター ミリオンライブ！ シアターデイズ』関連曲      |
| 7月27日  | THE IDOLM@STER MILLION THE@TER SEASON 夢にかけるRainbow                             | フェアリースターズ | 「夢にかけるRainbow」                                                                             | ゲーム『アイドルマスター ミリオンライブ！ シアターデイズ』関連曲      |
| 12月14日 | THE IDOLM@STER MILLION THE@TER VARIETY 02                                           | 765 MILLION ALLSTARS | 「Brand New Theater! 〜Brand New Year Ver.〜」                                                    | ゲーム『アイドルマスター ミリオンライブ！ シアターデイズ』関連曲      |
| 2023年   |                                                                                     | |                                                                                                   | ゲーム『アイドルマスター ミリオンライブ！ シアターデイズ』関連曲      |
| 1月14日  | THE IDOLM@STER LIVE THE@TER SOLO COLLECTION 11 Fairy Stars                          | 百瀬莉緒（山口立花子） | 「ダイヤモンド・クラリティ」                                                                      | ゲーム『アイドルマスター ミリオンライブ！ シアターデイズ』関連曲      |
| 3月23日  | THE IDOLM@STER 765 MILLION ALLSTARS BEST                                            | 765 MILLION ALLSTARS | 「Thank You!（765 MILLION ALLSTARS ver.）」 「夢にかけるRainbow（Brand New Ver.）」 「Crossing!」 | ゲーム『アイドルマスター ミリオンライブ！ シアターデイズ』関連曲      |
| 3月23日  | THE IDOLM@STER LIVE THE@TER BEST                                                    | Sunshine Rhythm | 「サンリズム・オーケストラ♪」                                                                     | ゲーム『アイドルマスター ミリオンライブ！ シアターデイズ』関連曲      |
| 4月22日  | THE IDOLM@STER LIVE THE@TER SOLO COLLECTION 12 Fairy Stars                          | 百瀬莉緒（山口立花子） | 「サンリズム・オーケストラ♪」                                                                     | ゲーム『アイドルマスター ミリオンライブ！ シアターデイズ』関連曲      |
| 7月26日  | THE IDOLM@STER MILLION LIVE! グッドサイン                                           | 765 MILLION ALLSTARS | 「グッドサイン」                                                                                  | ゲーム『アイドルマスター ミリオンライブ！ シアターデイズ』関連曲      |
| 7月26日  | THE IDOLM@STER MILLION LIVE! グッドサイン                                           | フェアリースターズ | 「グッドサイン」                                                                                  | ゲーム『アイドルマスター ミリオンライブ！ シアターデイズ』関連曲      |
| 8月23日  | THE IDOLM@STER MILLION ANIMATION THE@TER『Rat A Tat!!!』                            | MILLIONSTARS | 「Rat A Tat!!!」                                                                                  | テレビアニメ『アイドルマスター ミリオンライブ！』オープニングテーマ   |
| 8月23日  | THE IDOLM@STER MILLION ANIMATION THE@TER『Rat A Tat!!!』                            | MILLIONSTARS | 「セブンカウント」                                                                                | テレビアニメ『アイドルマスター ミリオンライブ！』イメージソング       |
| 9月20日  | THE IDOLM@STER MILLION ANIMATION THE@TER MILLIONSTARS Team2nd『海風とカスタネット』 | MILLIONSTARS Team2nd | 「海風とカスタネット」                                                                            | テレビアニメ『アイドルマスター ミリオンライブ！』挿入歌               |
| 9月27日  | THE IDOLM@STER MILLION THE@TER VARIETY 04                                           | 舞浜歩（戸田めぐみ）、水瀬伊織（釘宮理恵）、高山紗代子（駒形友梨）、永吉昴（斉藤佑圭）、百瀬莉緒（山口立花子） | 「Dance in the Light」                                                                            | ゲーム『アイドルマスター ミリオンライブ！ シアターデイズ』関連曲      |
| 2024年   |                                                                                     | |                                                                                                   |                                                                       |
| 2月21日  | THE IDOLM@STER MILLION ANIMATION THE@TER START THE DREAM                            | MILLIONSTARS | 「REFRAIN REL@TION」 「Brand New Theater!」                                                       | テレビアニメ『アイドルマスター ミリオンライブ！』挿入歌               |
| 2月21日  | THE IDOLM@STER MILLION ANIMATION THE@TER START THE DREAM                            | MILLIONSTARS | 「Thank You!（Acoustic ver.）」                                                                   | テレビアニメ『アイドルマスター ミリオンライブ！』挿入歌               |
| 2月23日  | アイドルマスター ミリオンライブ！ BD 特装版第2巻 特典CD                             | MILLIONSTARS Team2nd | 「Rat A Tat!!!」                                                                                  | テレビアニメ『アイドルマスター ミリオンライブ！』関連曲               |
| 7⽉31⽇  | THE IDOLM@STER MILLION LIVE! 7Days A Week!!                                         | 765 MILLION ALLSTARS | 「7Days A Week!!」 「DIAMOND DAYS」                                                               | ゲーム『アイドルマスター ミリオンライブ！ シアターデイズ』関連曲      |
| 7⽉31⽇  | THE IDOLM@STER LIVE THE@TER SOLO COLLECTION 「DIAMOND DAYS」 FAIRY STARS            | 百瀬莉緒（山口立花子） | 「DIAMOND DAYS」                                                                                  | ゲーム『アイドルマスター ミリオンライブ！ シアターデイズ』関連曲      |

### その他参加楽曲
| 発売日        | 商品名                                        | 歌                   | 楽曲                                                 | 備考                                               |
| ------------- | --------------------------------------------- | -------------------- | ---------------------------------------------------- | -------------------------------------------------- |
| 2012年11月7日 | ちとせげっちゅ!!キャラクターソング集          | 山口立花子、飯塚麻結 | 「千年-ちとせ-アイラビュー」                         | テレビアニメ『ちとせげっちゅ!!』エンディングテーマ |
| 2013年11月4日 | 君に伝われ Wonderful JAPAN!／Romantic Journey | タビカレガールズ     | 「君に伝われ Wonderful JAPAN!」 「Romantic Journey」 | 『タビカレ』PRソング                               |

### 映像作品
| 発売日       | タイトル                                    | 規格 | 規格品番   | 備考                                       |
| ------------ | ------------------------------------------- | ---- | ---------- | ------------------------------------------ |
| 2015年2月4日 | 姫様の休日 前篇 〜ヴェネチアで女子力向上!〜 | DVD  | PCBG-51546 | 女性声優の楠田亜衣奈とのイタリア旅行を収録 |
| 2015年2月4日 | 姫様の休日 後篇 〜夢をかなえるローマ!〜     | DVD  | PCBG-51547 |                                            |

### シリーズ一覧
1. ↑  『[前編] 君の列車は生存戦略』、『[後編] 僕は君を愛してる』
2. ↑  『ピクチャードラマ』（2012年）、『鴨川デイズ』（2012年）[42]、『旅立ちの日、鴨川』（2014年）

### ユニットメンバー
1. 1 2  天海春香（中村繪里子）、春日未来（山崎はるか）、如月千早（今井麻美）、木下ひなた（田村奈央）、四条貴音（原由実）、ジュリア（愛美）、高山紗代子（駒形友梨）、田中琴葉（種田梨沙）、天空橋朋花（小岩井ことり）、箱崎星梨花（麻倉もも）、松田亜利沙（村川梨衣）、三浦あずさ（たかはし智秋）、水瀬伊織（釘宮理恵）、最上静香（田所あずさ）、望月杏奈（夏川椎菜）、矢吹可奈（木戸衣吹）、エミリー スチュアート（郁原ゆう）、大神環（稲川英里）、我那覇響（沼倉愛美）、菊地真（平田宏美）、北上麗花（平山笑美）、高坂海美（上田麗奈）、佐竹美奈子（大関英里）、島原エレナ（角元明日香）、高槻やよい（仁後真耶子）、永吉昴（斉藤佑圭）、野々原茜（小笠原早紀）、馬場このみ（髙橋ミナミ）、福田のり子（浜崎奈々）、舞浜歩（戸田めぐみ）、真壁瑞希（阿部里果）、百瀬莉緒（山口立花子）、横山奈緒（渡部優衣）、秋月律子（若林直美）、伊吹翼（Machico）、北沢志保（雨宮天）、篠宮可憐（近藤唯）、周防桃子（渡部恵子）、徳川まつり（諏訪彩花）、所恵美（藤井ゆきよ）、豊川風花（末柄里恵）、中谷育（原嶋あかり）、七尾百合子（伊藤美来）、二階堂千鶴（野村香菜子）、萩原雪歩（浅倉杏美）、ロコ（中村温姫）、双海亜美 / 真美（下田麻美）、星井美希（長谷川明子）、宮尾美也（桐谷蝶々）
2. 1 2  春日未来（山崎はるか）、木下ひなた（田村奈央）、ジュリア（愛美）、高山紗代子（駒形友梨）、田中琴葉（種田梨沙）、天空橋朋花（小岩井ことり）、箱崎星梨花（麻倉もも）、松田亜利沙（村川梨衣）、最上静香（田所あずさ）、望月杏奈（夏川椎菜）、矢吹可奈（木戸衣吹）、エミリー スチュアート（郁原ゆう）、大神環（稲川英里）、北上麗花（平山笑美）、高坂海美（上田麗奈）、佐竹美奈子（大関英里）、島原エレナ（角元明日香）、永吉昴（斉藤佑圭）、野々原茜（小笠原早紀）、馬場このみ（髙橋ミナミ）、福田のり子（浜崎奈々）、舞浜歩（戸田めぐみ）、真壁瑞希（阿部里果）、百瀬莉緒（山口立花子）、横山奈緒（渡部優衣）、伊吹翼（Machico）、北沢志保（雨宮天）、篠宮可憐（近藤唯）、周防桃子（渡部恵子）、徳川まつり（諏訪彩花）、所恵美（藤井ゆきよ）、豊川風花（末柄里恵）、中谷育（原嶋あかり）、七尾百合子（伊藤美来）、二階堂千鶴（野村香菜子）、ロコ（中村温姫）、宮尾美也（桐谷蝶々）
3. ↑  若菜（加地綾乃）、吉川春乃（遠藤ゆりか）、藤原貴子（山口立花子）、梅本幸子（花守ゆみり）、夏川唯（高橋花林）、A応P
4. ↑  篠宮可憐（近藤唯）、四条貴音（原由実）、島原エレナ（角元明日香）、百瀬莉緒（山口立花子）、ロコ（中村温姫）
5. ↑  内田彩、楠田亜衣奈、渡部優衣、山口立花子、伊藤悠翔
6. ↑  望月杏奈（夏川椎菜）、百瀬莉緒（山口立花子）、矢吹可奈（木戸衣吹）
7. ↑  伊吹翼（Machico）、エミリー スチュアート（郁原ゆう）、木下ひなた（田村奈央）、佐竹美奈子（大関英里）、島原エレナ（角元明日香）、中谷育（原嶋あかり）、福田のり子（浜崎奈々）、望月杏奈（夏川椎菜）、百瀬莉緒（山口立花子）、矢吹可奈（木戸衣吹）、横山奈緒（渡部優衣）、ロコ（中村温姫）
8. ↑  天海春香（中村繪里子）、如月千早（今井麻美）、星井美希（長谷川明子）、萩原雪歩（浅倉杏美）、高槻やよい（仁後真耶子）、菊地真（平田宏美）、水瀬伊織（釘宮理恵）、四条貴音（原由実）、秋月律子（若林直美）、三浦あずさ（たかはし智秋）、双海亜美 / 真美（下田麻美）、我那覇響（沼倉愛美）、春日未来（山崎はるか）、最上静香（田所あずさ）、伊吹翼（Machico）、島原エレナ（角元明日香）、佐竹美奈子（大関英里）、所恵美（藤井ゆきよ）、徳川まつり（諏訪彩花）、箱崎星梨花（麻倉もも）、野々原茜（小笠原早紀）、望月杏奈（夏川椎菜）、ロコ（中村温姫）、七尾百合子（伊藤美来）、高山紗代子（駒形友梨）、松田亜利沙（村川梨衣）、高坂海美（上田麗奈）、中谷育（原嶋あかり）、天空橋朋花（小岩井ことり）、エミリー スチュアート（郁原ゆう）、北沢志保（雨宮天）、舞浜歩（戸田めぐみ）、木下ひなた（田村奈央）、矢吹可奈（木戸衣吹）、横山奈緒（渡部優衣）、二階堂千鶴（野村香菜子）、馬場このみ（髙橋ミナミ）、大神環（稲川英里）、豊川風花（末柄里恵）、宮尾美也（桐谷蝶々）、福田のり子（浜崎奈々）、真壁瑞希（阿部里果）、篠宮可憐（近藤唯）、百瀬莉緒（山口立花子）、永吉昴（斉藤佑圭）、北上麗花（平山笑美）、周防桃子（渡部恵子）、ジュリア（愛美）、白石紬（南早紀）、桜守歌織（香里有佐）
9. 1 2 3 4 5 6 7 8 9 10  天海春香（中村繪里子）、如月千早（今井麻美）、星井美希（長谷川明子）、萩原雪歩（浅倉杏美）、高槻やよい（仁後真耶子）、菊地真（平田宏美）、水瀬伊織（釘宮理恵）、四条貴音（原由実）、秋月律子（若林直美）、三浦あずさ（たかはし智秋）、双海亜美 / 真美（下田麻美）、我那覇響（沼倉愛美）、春日未来（山崎はるか）、最上静香（田所あずさ）、伊吹翼（Machico）、田中琴葉（種田梨沙）、島原エレナ（角元明日香）、佐竹美奈子（大関英里）、所恵美（藤井ゆきよ）、徳川まつり（諏訪彩花）、箱崎星梨花（麻倉もも）、野々原茜（小笠原早紀）、望月杏奈（夏川椎菜）、ロコ（中村温姫）、七尾百合子（伊藤美来）、高山紗代子（駒形友梨）、松田亜利沙（村川梨衣）、高坂海美（上田麗奈）、中谷育（原嶋あかり）、天空橋朋花（小岩井ことり）、エミリー スチュアート（郁原ゆう）、北沢志保（雨宮天）、舞浜歩（戸田めぐみ）、木下ひなた（田村奈央）、矢吹可奈（木戸衣吹）、横山奈緒（渡部優衣）、二階堂千鶴（野村香菜子）、馬場このみ（髙橋ミナミ）、大神環（稲川英里）、豊川風花（末柄里恵）、宮尾美也（桐谷蝶々）、福田のり子（浜崎奈々）、真壁瑞希（阿部里果）、篠宮可憐（近藤唯）、百瀬莉緒（山口立花子）、永吉昴（斉藤佑圭）、北上麗花（平山笑美）、周防桃子（渡部恵子）、ジュリア（愛美）、白石紬（南早紀）、桜守歌織（香里有佐）
10. 1 2  如月千早（今井麻美）、秋月律子（若林直美）、四条貴音（原由実）、水瀬伊織（釘宮理恵）、最上静香（田所あずさ）、北沢志保（雨宮天）、ジュリア（愛美）、白石紬（南早紀）、周防桃子（渡部恵子）、天空橋朋花（小岩井ことり）、所恵美（藤井ゆきよ）、永吉昴（斉藤佑圭）、二階堂千鶴（野村香菜子）、舞浜歩（戸田めぐみ）、真壁瑞希（阿部里果）、百瀬莉緒（山口立花子）、ロコ（中村温姫）
11. ↑  天空橋朋花（小岩井ことり）、所恵美（藤井ゆきよ）、二階堂千鶴（野村香菜子）、百瀬莉緒（山口立花子）
12. ↑  馬場このみ（高橋未奈美）、百瀬莉緒（山口立花子）
13. 1 2  最上静香（田所あずさ）、北沢志保（雨宮天）、ジュリア（愛美）、白石紬（南早紀）、周防桃子（渡部恵子）、天空橋朋花（小岩井ことり）、所恵美（藤井ゆきよ）、永吉昴（斉藤佑圭）、二階堂千鶴（野村香菜子）、舞浜歩（戸田めぐみ）、真壁瑞希（阿部里果）、百瀬莉緒（山口立花子）、ロコ（中村温姫）
14. ↑  桜守歌織（香里有佐）、四条貴音（原由実）、伊吹翼（Machico）、春日未来（山崎はるか）、周防桃子（渡部恵子）、田中琴葉（種田梨沙）、徳川まつり（諏訪彩花）、所恵美（藤井ゆきよ）、萩原雪歩（浅倉杏美）、双海真美（下田麻美）、水瀬伊織（釘宮理恵）、宮尾美也（桐谷蝶々）、百瀬莉緒（山口立花子）
15. ↑  天海春香（中村繪里子）、如月千早（今井麻美）、星井美希（長谷川明子）、萩原雪歩（浅倉杏美）、高槻やよい（仁後真耶子）、菊地真（平田宏美）、水瀬伊織（釘宮理恵）、四条貴音（原由実）、秋月律子（若林直美）、三浦あずさ（たかはし智秋）、双海亜美 / 真美（下田麻美）、我那覇響（沼倉愛美）、春日未来（山崎はるか）、最上静香（田所あずさ）、伊吹翼（Machico）、田中琴葉（種田梨沙）、島原エレナ（角元明日香）、佐竹美奈子（大関英里）、所恵美（藤井ゆきよ）、徳川まつり（諏訪彩花）、箱崎星梨花（麻倉もも）、野々原茜（小笠原早紀）、望月杏奈（夏川椎菜）、ロコ（中村温姫）、七尾百合子（伊藤美来）、高山紗代子（駒形友梨）、松田亜利沙（村川梨衣）、高坂海美（上田麗奈）、中谷育（原嶋あかり）、天空橋朋花（小岩井ことり）、エミリー スチュアート（郁原ゆう）、北沢志保（雨宮天）、舞浜歩（戸田めぐみ）、矢吹可奈（木戸衣吹）、横山奈緒（渡部優衣）、二階堂千鶴（野村香菜子）、馬場このみ（髙橋ミナミ）、大神環（稲川英里）、豊川風花（末柄里恵）、宮尾美也（桐谷蝶々）、福田のり子（浜崎奈々）、真壁瑞希（阿部里果）、篠宮可憐（近藤唯）、百瀬莉緒（山口立花子）、永吉昴（斉藤佑圭）、北上麗花（平山笑美）、周防桃子（渡部恵子）、ジュリア（愛美）、白石紬（南早紀）、桜守歌織（香里有佐）
16. ↑  伊吹翼（Machico）、エミリー スチュアート（郁原ゆう）、木下ひなた（田村奈央）、佐竹美奈子（大関英里）、島原エレナ（角元明日香）、中谷育（原嶋あかり）、福田のり子（浜崎奈々）、望月杏奈（夏川椎菜）、百瀬莉緒（山口立花子）、矢吹可奈（木戸衣吹）、横山奈緒（渡部優衣）、ロコ（中村温姫）、桜守歌織（香里有佐）
17. 1 2  春日未来（山崎はるか）、最上静香（田所あずさ）、伊吹翼（Machico）、田中琴葉（種田梨沙）、島原エレナ（角元明日香）、佐竹美奈子（大関英里）、所恵美（藤井ゆきよ）、徳川まつり（諏訪彩花）、箱崎星梨花（麻倉もも）、野々原茜（小笠原早紀）、望月杏奈（夏川椎菜）、ロコ（中村温姫）、七尾百合子（伊藤美来）、高山紗代子（駒形友梨）、松田亜利沙（村川梨衣）、高坂海美（上田麗奈）、中谷育（原嶋あかり）、天空橋朋花（小岩井ことり）、エミリー スチュアート（郁原ゆう）、北沢志保（雨宮天）、舞浜歩（戸田めぐみ）、木下ひなた（田村奈央）、矢吹可奈（木戸衣吹）、横山奈緒（渡部優衣）、二階堂千鶴（野村香菜子）、馬場このみ（髙橋ミナミ）、大神環（稲川英里）、豊川風花（末柄里恵）、宮尾美也（桐谷蝶々）、福田のり子（浜崎奈々）、真壁瑞希（阿部里果）、篠宮可憐（近藤唯）、百瀬莉緒（山口立花子）、永吉昴（斉藤佑圭）、北上麗花（平山笑美）、周防桃子（渡部恵子）、ジュリア（愛美）、白石紬（南早紀）、桜守歌織（香里有佐）
18. 1 2  高坂海美（上田麗奈）、篠宮可憐（近藤唯）、福田のり子（浜崎奈々）、真壁瑞希（阿部里果）、百瀬莉緒（山口立花子）
19. ↑  渡部優衣、山口立花子、楠田亜衣奈、西森梨花、鷲見真美